# Bégin (Quebec)
Bégin es un municipio canadiense situado en la provincia de Quebec.

## Superficie
Bégin tiene una superficie de 189,67 km².

## Demografía
En 2021, tenía 851 habitantes, una densidad poblacional de 4,5 hab./km², y 491 viviendas.